# Thespis
Thespis é um género botânico pertencente à família Asteraceae.
1. ↑  «Thespis». www.worldfloraonline.org